# Caponago
Caponago är en ort och kommun i provinsen Monza e Brianza i regionen Lombardiet i Italien. Kommunen hade 5 179 invånare (2018).